# Шрі-Ланка Поліс (футбольний клуб)
Спортивний клуб Шрі-Ланка Поліс або просто «Шрі-Ланка Поліс» (англ. Sri Lanka Police Sports Club) — ланкійський футбольний клуб з Коломбо. Виступав у Прем'єр-лізі Шрі-Ланки, найвищому футбольному дивізіоні країни.

## Історія
Заснований у 1897 році в столиці Коломбо і є найстарішим з нині існуючих футбольних клубів Шрі-Ланки. Представляє Поліцію Шрі-Ланки у футбольних змаганнях, у клубі також функціонують секції крикету та регбі. Незважаючи на понад 100-літню історію команда жодного разу не вигравала вищий дивізіон національного чемпіонату, але вигравала кубок країни (а також попередника цього змагання — кубок Цейлону).
У сезоні 1998/99 років виборола право грати в Кубку володарів Кубків АФК, проте відмовилася від участі в першому раунді.

## Досягнення
- Кубку Футбольної асоціації Шрі-Ланки
  -  Володар (2): 2008, 2019/20
  -  Фіналіст (2): 1993/94, 1996/97

- Кубку Футбольної асоціації Цейлону
  -  Фіналіст (2): 1948, 1951

## Виступи в турнірах під егідою АФК
- Кубок володарів кубків Азії: 1 виступ

1999 - Перший раунд

## Відомі гравці
- Паскуал Ханді Надіка Пушпакумара